# Non sono stato io
Non sono stato io  (I Didn't Do It) è una serie televisiva del 2014 debuttata negli Stati Uniti sul canale per ragazzi Disney Channel il 17 gennaio 2014. La serie è stata creata da Tod Himmel e Josh Silverstei ed in Italia il primo episodio è stato trasmesso il 13 giugno 2014 nella versione italiana dell'omonimo canale.
La serie con protagonisti Olivia Holt e Austin North è stata annunciata nel novembre del 2012 e le riprese sono avvenute nell'estate del 2013, mentre il 3 luglio 2014 Olivia Holt ha annunciato che la serie è stata rinnovata per una seconda stagione in onda dal 15 febbraio 2015, la cui produzione inizierà a dicembre 2014.
Dal 1 novembre 2015, in Italia, la serie viene interrotta senza alcuna spiegazione. Torna sul palinsesto italiano dal 1º luglio 2018 con gli episodi inediti della seconda stagione.

## Trama
Lindy e Logan sono due gemelli che vengono catapultati di continuo in bizzarre avventure totalmente inaspettate, in compagnia dei loro tre migliori amici Jasmine, Garrett e Delia. Ogni episodio si apre su quello che è accaduto dopo la situazione in cui si trovano: i protagonisti, dunque, dovranno raccontare gli eventi accaduti con dei flashback di ogni storia.

## La sigla
La sigla della serie è intitolata "Time of Our Lives" ed è cantata da Olivia Holt.

## Personaggi

### Protagonisti
- Lindy Watson (interpretata da Olivia Holt)
Lindy è la secchiona del gruppo, la ragazza sveglia che riesce sempre a risolvere la situazione quando i ragazzi si trovano in difficoltà. Entra al liceo con un nuovo look insieme alla sua migliore amica che le mostra come essere alla moda
- Logan Watson (interpretato da Austin North)
È un ragazzo molto rilassato e sicuro di sé e ha grandi piani per farsi notare nella sua nuova scuola, ma quei piani a volte si scontano con quelli della sua sorella gemella. Nell'episodio "Ballo d'autunno" capisce di provare dei sentimenti per Jasmine.
- Jasmine Kang (interpretata da Piper Curda)
Una ragazza intelligente ed audace, sempre favorevole ai suoi amici e vive di buoni voti, partecipa ad attività extra-scolastiche e ha una buona vita sociale. Ha una cotta per Logan, fratello di Lindy
- Garrett Spenger (interpretato da Peyton Clark)
Voce della ragione del gruppo, Garret è un tipo sempre molto cauto con grande affinità alla pulizia e all'ordine.
- Delia Delfano (interpretata da Sarah Gilman)
Stravagante ed eccentrica, Delia è un tipo davvero singolare sempre pronta per qualsiasi avventura.

### Personaggi Secondari
- Betty LeBow (interpretata da Karen Malina White)
Betty è la proprietaria di Rumble Juice, dove si trova il gruppo di amici. Anche Garrett lavora per lei.
- Kevin LeBow Theodore Barnes
Kevin è il nipote di Betty.
- Owen Reed Alvarado
Owen è l'ex fidanzato di Jasmine. Nell'ultimo episodio della seconda stagione "La dichiarazione d'amore", Jasmine rompe con lui per stare con Logan.

## Guest star
- Marc Evan: Herb Buffingto
- JC Gonzalez: Mike
- Charles Malik Whitfield: Allenatore Laketta
- Lindsey Alley: Judy
- Kirstin Eggers: Tammy

## Episodi
| Stagione         | Episodi | Prima TV USA | Prima TV Italia |
| ---------------- | ------- | ------------ | --------------- |
| Prima stagione   | 20      | 2014         | 2014-2015       |
| Seconda stagione | 19      | 2015         | 2015-2018       |

## Crossover

### Monstrober Spooktacular Weekend
Per la programmazione americana del mese di ottobre 2015, Disney Channel offre una serie di nuovi episodi basati sul periodo di Halloween, e considerati come dei mini-crossover.
Non sono stato io vanta di due crossover:
- Il club del vampiro (episodio di Non sono stato io), andato in onda negli Stati Uniti d'America il 2 ottobre, mentre in Italia il 30 ottobre dello stesso anno. L'episodio ha come ospiti speciali Raini Rodriguez e Calum Worthy da Austin & Ally.
- Sorpresa di Halloween (episodio di Jessie), andato in onda negli Stati Uniti il 2 ottobre, mentre in Italia il 3 ottobre dello stesso anno. L'episodio ha come ospiti speciali Austin North e Sarah Gilman da Non sono stato io.

Nota: I 7 episodi della programmazione, sono tutti collegati tra di loro.

## Curiosità ed errori
- Nell'episodio "Il miglior amico del Presidente" in una scena Garrett quando incide l'iniziale del suo nome sull'accappatoio si vede chiaramente che è sulla destra, ma nella scena successiva la porta a sinistra. Nello stesso episodio l'interrogatore mostra un video di quando i ragazzi nell'episodio "Il ragazzo nuovo" stavano per salire sull'aereo. Tuttavia il video mostrato non poteva essere stato filmato da nessuno, perché era solo il modo in cui Garrett aveva descritto il momento, ed era diverso da come era accaduto nella realtà.
- Nell'episodio "Buon Natale, sorella!" quando i genitori sono seduti vicino al camino si può notare nella prima sequenza la madre e il padre seduti da sinistra, mentre nella seconda sequenza il contrario.